# Chehalis
Chehalis – miasto (city), ośrodek administracyjny hrabstwa Lewis, w południowo-zachodniej części stanu Waszyngton, w Stanach Zjednoczonych, położone na wschodnim brzegu rzeki Chehalis, w bezpośrednim sąsiedztwie miasta Centralia. W 2010 roku miasto liczyło 7259 mieszkańców.
Początki Chehalis sięgają połowy XIX wieku. Oficjalne założenie miasta miało miejsce w 1883 roku.